# Most im. Edwarda Śmigłego-Rydza we Włocławku
Most im. Edwarda Śmigłego-Rydza we Włocławku – kratownicowy most stalowy na Wiśle, łączący Śródmieście z Zawiślem. Jest położony 4 km w dół rzeki od mostu na zaporze we Włocławku i 45 km w górę rzeki od mostu autostradowego im. Armii Krajowej pod Toruniem.
Most mierzy 620 metrów długości i 9 metrów szerokości (6 m droga i po 1,5 metra chodników). Wybudowano go w 1937 roku. W czasie II wojny światowej wojsko polskie wysadziło most w powietrze (w 1939 roku), został odbudowany przez niemieckie władze okupacyjne w 1944 roku, a następnie przez niemieckie wojsko wysadzony (podczas wycofywania się Niemców z miasta w 1945 roku). Odbudowano go ponownie w roku 1948. Ostatni gruntowny remont przeszedł w roku 2008, w 2009 zainstalowano na nim zielono-bursztynową iluminację zbudowaną na bazie opraw LED.
Nazwany został na cześć Edwarda Śmigłego-Rydza, jednego z honorowych obywateli miasta, który 25 września 1937 roku uroczyście przeciął wstęgę i otworzył most. Dobór patrona był przejawem budowanego w tym czasie kultu Edwarda Śmigłego-Rydza.
Nie była to pierwsza przeprawa mostowa na rzece Wiśle we Włocławku – wcześniej, na wprost ulicy Gdańskiej, funkcjonował wzniesiony w 1865 r. drewniany most łyżwowy (zniszczony w trakcie I wojny światowej), niemiecki most drewniany (zniszczony w trakcie wojny polsko-bolszewickiej) oraz polski most drewniany.
Na moście od strony Katedry zamocowana jest nowa tablica upamiętniająca patrona, nawiązująca wyglądem do przedwojennej. 26 września 2017 roku telewizja CW 24tv wyemitowała materiał sugerujący, że najprawdopodobniej tablicę wytworzyła i samowolnie pod osłoną nocy zamontowała anonimowa osoba prywatna. Tablica miała jakoby pojawić się na moście w 2006 roku, następnie zostać zdjęta na czas remontu mostu i znowu się na nim pojawić w 2008 roku.